# 総合運動場駅 (釜山広域市)
総合運動場駅（チョンハブンドンジャンえき）は、大韓民国釜山広域市蓮堤区にある釜山交通公社3号線の駅である。駅番号は307。

## 駅構造
相対式ホーム2面2線の地下駅。フルスクリーン型のホームドアが設置されている。出入口は8箇所に設けられている。
駅の通路の一部には、近くの社稷野球場を本拠地とするプロ野球チームであるロッテ・ジャイアンツ、社稷体育館を本拠地とするKBL(プロバスケットボール)・釜山KTソニックブームの選手たちや応援風景が壁や柱にプリントされていたが、2011年ごろ撤去された。

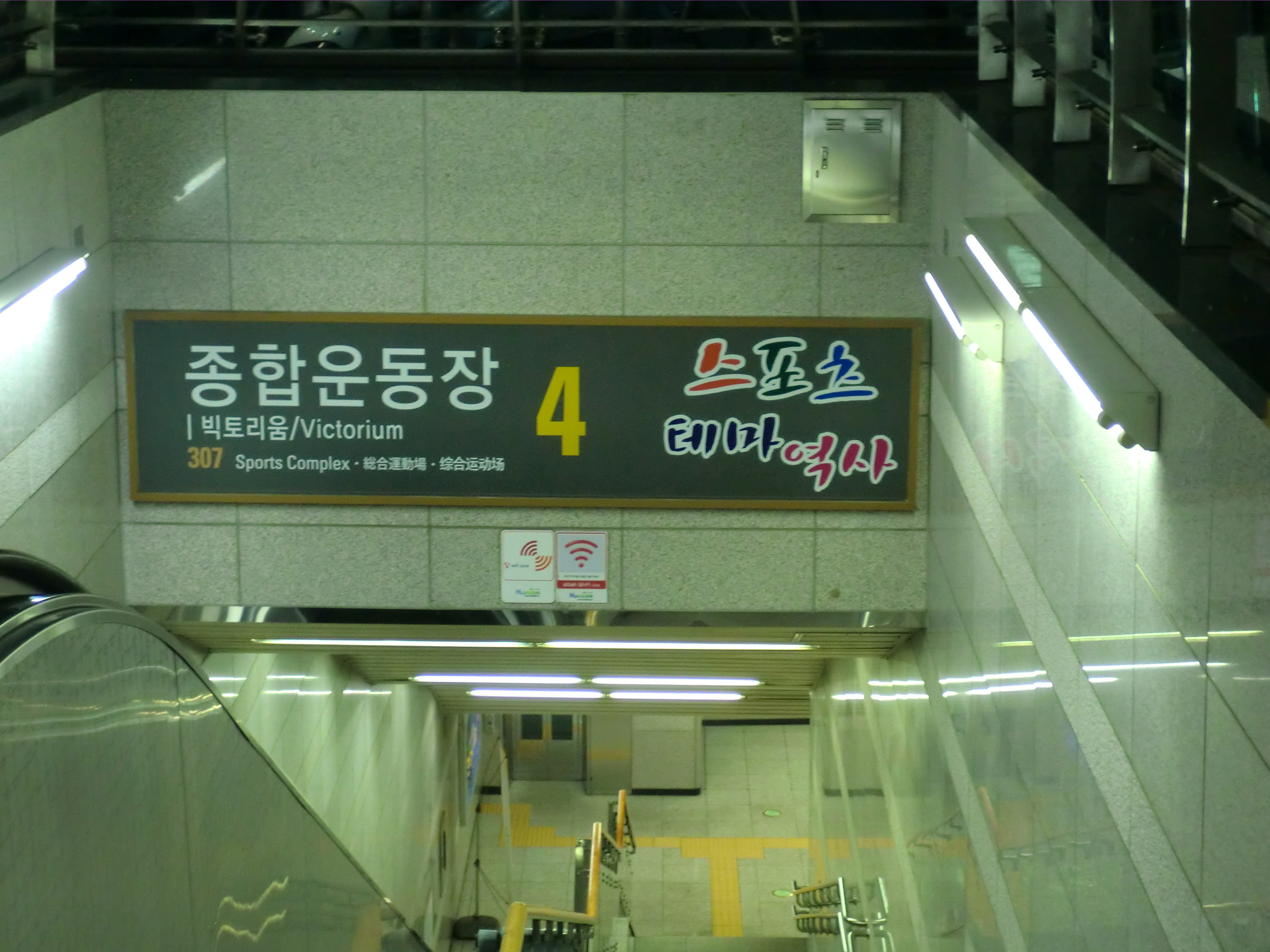
4番出入口（2012年5月）
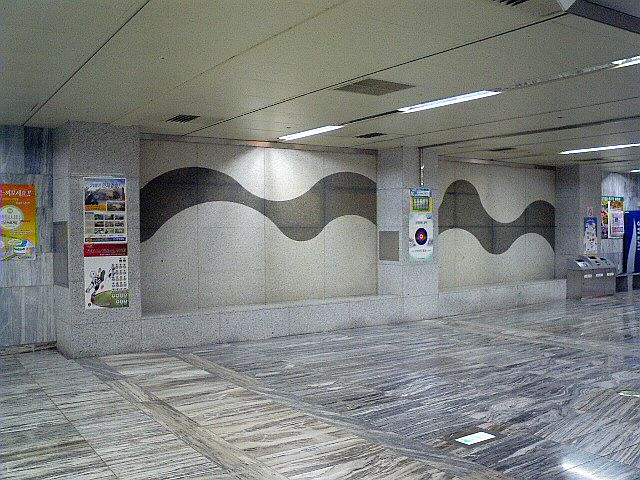
構内（2009年1月）
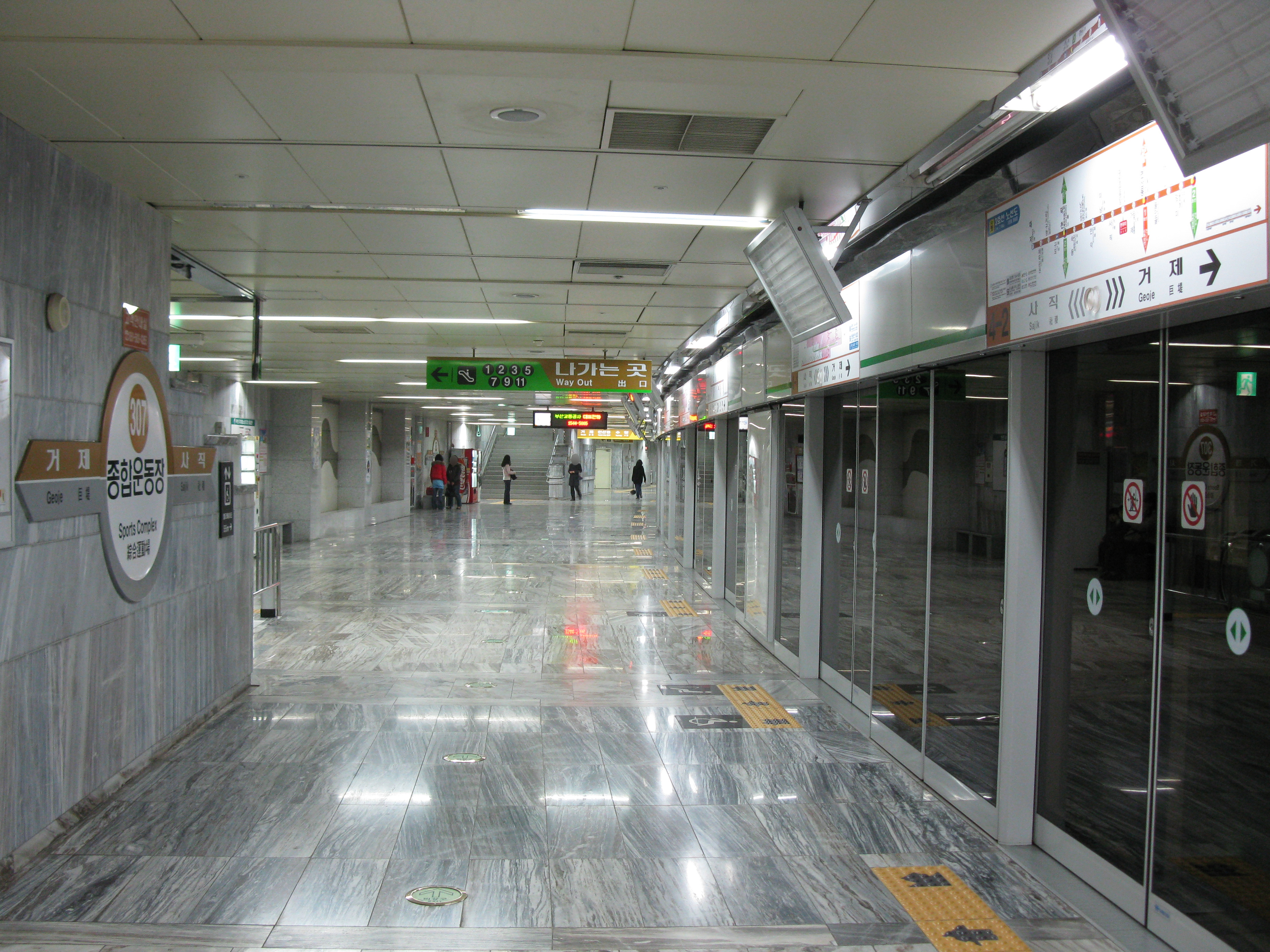
上りホーム（2009年2月）
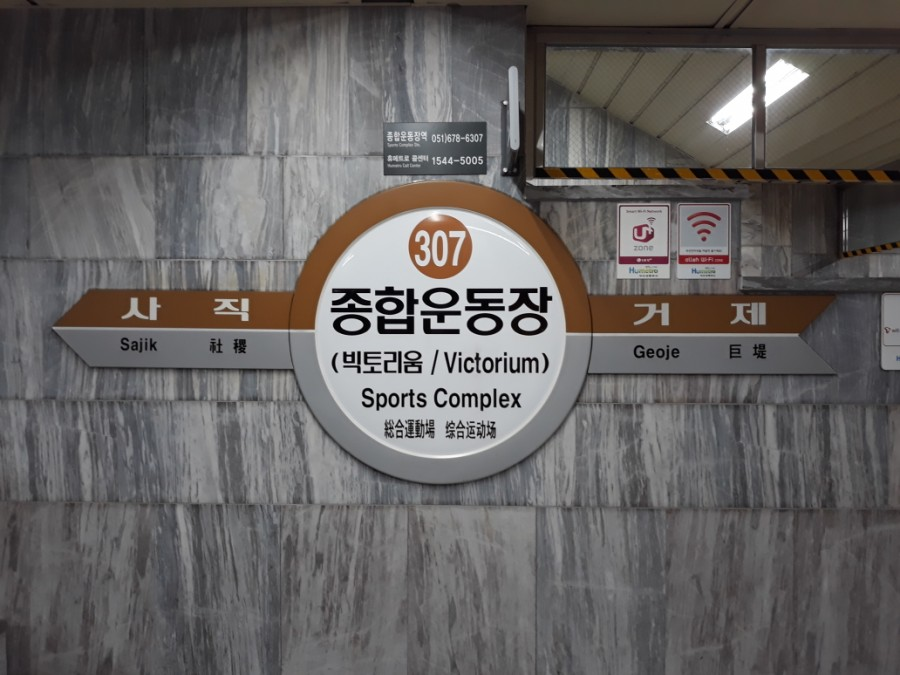
駅名標

### のりば
| 上り | 3号線 | 水営方面 |
| 下り | 3号線 | 大渚方面 |

## 駅周辺
- 釜山アジアド主競技場
  - 釜山アジアド補助競技場
- 社稷野球場
- 社稷室内体育館
- 社稷室内水泳場
- 2002年アジア競技大会彫刻広場
- 釜山医療院
- 釜山高等法院
- 昌新初等学校
- 南門初等学校
- ホームプラスアジアード店
- ロッテリア釜山巨堤店

## 歴史
- 2005年11月18日 - 開業。

## 隣の駅
釜山交通公社
 3号線
巨堤駅 (306) - 総合運動場駅 (307) - 社稷駅 (308)